# WOz
WOz, Wizard of Oz-metodik, är en utvärderingsmetod för människa-datorinteraktion. Namnet kommer från filmen/boken Wizard of Oz, där trollkarlen styrde en projicerad bild från bakom ett skynke och fick berättelsens hjältar att tro att det var en mäktig trollkarl de hade med att göra.
Vid Wizard of Oz-experiment simulerar man interaktion i ett datorsystem genom att låta en (dold) människa interagera med försökspersonen.  Man kan därmed studera hur en användare skulle använda ett gränssnitt eller system utan att faktiskt behöva implementera detta system.